# Macropsis mulsanti
Macropsis mulsanti är en insektsart som beskrevs av Franz Xaver Fieber 1868. Macropsis mulsanti ingår i släktet Macropsis och familjen dvärgstritar. Inga underarter finns listade i Catalogue of Life.